# James G. Blaine
James G. Blaine (West Brownsville, 1830. január 31. – Washington, 1893. január 27.) az Amerikai Egyesült Államok szenátora (Maine, 1876–1881).